# Persone di nome Florence
| Questa pagina contiene informazioni ricavate automaticamente dalle voci biografiche con l'ausilio del template Bio e di un bot. L'aggiornamento è periodico e automatico e ricostruisce completamente la pagina. Se manca una persona in questa lista, sei pregato di non aggiungerla, ma accertati piuttosto che la sua voce biografica contenga il template Bio e che i dati anagrafici siano correttamente compilati. Se il template Bio manca, inseriscilo tu stesso o, in alternativa, metti l'avviso {{tmp\|Bio}} che ne segnala la mancanza. Se i dati riportati sono sbagliati, correggi direttamente la voce biografica; le modifiche saranno visibili in questa lista entro pochi giorni. Per chiarimenti vedi il progetto antroponimi. La lista contiene solo le 105 persone che sono citate nell'enciclopedia e per le quali è stato implementato correttamente il template Bio. Pagina aggiornata al 6 ago 2025. |

Questa è una lista di persone presenti nell'enciclopedia che hanno il nome Florence, suddivise per attività principale.

## Alpinisti(1)
- Florence Crauford Grove, alpinista britannico (n. 1838 - † 1907)

## Artiste(1)
- Florence Fuller, artista australiana (Port Elizabeth, n. 1867 - Gladesville, † 1946)

## Atlete paralimpiche(1)
- Florence Gossiaux, ex atleta paralimpica e tennistavolista francese (L'Isle-Adam, n. 1966)

## Attiviste(1)
- Florence Bayard Hilles, attivista statunitense (Delmarva, n. 1865 - Filadelfia, † 1954)

## Attrici(34)
- Florence Auer, attrice e sceneggiatrice statunitense (Albany, n. 1880 - New York, † 1962)
- Florence Barker, attrice statunitense (Los Angeles, n. 1891 - Los Angeles, † 1913)
- Florence Bates, attrice statunitense (San Antonio, n. 1888 - Los Angeles, † 1954)
- Jewel Carmen, attrice statunitense (Danville, n. 1897 - San Diego, † 1984)
- Zena Dare, attrice e cantante inglese (Londra, n. 1887 - Londra, † 1975)
- Florence Deshon, attrice statunitense (Tacoma, n. 1894 - New York, † 1922)
- Florence Dye, attrice statunitense (Baxter Springs, n. 1888 - San Bernardino, † 1958)
- Florence Eldridge, attrice statunitense (New York, n. 1901 - Long Beach, † 1988)
- Florence Faivre, attrice e modella thailandese (Bangkok, n. 1983)
- Florence Foley, attrice statunitense (n. 1907)
- Florence Foresti, attrice francese (Vénissieux, n. 1973)
- Florence Guérin, attrice francese (Nizza, n. 1965)
- Florence Henderson, attrice, personaggio televisivo e doppiatrice statunitense (Dale, n. 1934 - Los Angeles, † 2016)
- Florence Kasumba, attrice ugandese (Kampala, n. 1976)
- Florence La Badie, attrice statunitense (New York, n. 1888 - Ossining, † 1917)
- Florence Lacey, attrice e contralto statunitense (McKeesport, n. 1949)
- Florence Lawrence, attrice e inventrice canadese (Hamilton, n. 1886 - Beverly Hills, † 1938)
- Florence Lee, attrice statunitense (Jamaica, n. 1888 - Hollywood, † 1962)
- Florence Loiret-Caille, attrice francese (Parigi, n. 1975)
- Florence Marly, attrice ceca (Obrnice, n. 1919 - Glendale, † 1978)
- Florence Morrison, attrice statunitense (Los Angeles, n. 1915 - Los Angeles, † 2000)
- Nadira, attrice indiana (Baghdad, n. 1932 - Mumbai, † 2006)
- Florence Natol, attrice canadese (Kingston, n. 1880)
- Florence Patterson, attrice canadese (Saint John's, n. 1927 - Vancouver, † 1995)
- Florence Pernel, attrice francese (Parigi, n. 1962)
- Florence Pugh, attrice britannica (Oxford, n. 1996)
- Florence Radinoff, attrice statunitense
- Florence Reed, attrice statunitense (Filadelfia, n. 1883 - East Islip, † 1967)
- Florence Rice, attrice statunitense (Cleveland, n. 1907 - Honolulu, † 1974)
- Florence Rockwell, attrice statunitense (St. Louis, n. 1887 - Stamford, † 1964)
- Florence Stanley, attrice statunitense (Chicago, n. 1924 - Los Angeles, † 2003)
- Florence Tempest, attrice e ballerina statunitense (Louisville, n. 1889)
- Florence Turner, attrice e sceneggiatrice statunitense (New York, n. 1885 - Woodland Hills, † 1946)
- Florence Vidor, attrice statunitense (Houston, n. 1895 - Pacific Palisades, † 1977)

## Biatlete(1)
- Florence Baverel-Robert, ex biatleta francese (Pontarlier, n. 1974)

## Biochimiche(1)
- Florence B. Seibert, biochimica e scienziata statunitense (Easton, n. 1897 - St. Petersburg, † 1991)

## Cantanti(5)
- Florence Ballard, cantante statunitense (Detroit, n. 1943 - Detroit, † 1976)
- Florence Birdwell, cantante e insegnante statunitense (Santa Fe, n. 1924 - † 2021)
- Jane Morgan, cantante e compositrice statunitense (Newton, n. 1924 - Naples, † 2025)
- Florence Foster Jenkins, cantante statunitense (Wilkes-Barre, n. 1868 - New York, † 1944)
- Florence Mills, cantante, ballerina e cabarettista statunitense (Washington, n. 1896 - New York, † 1927)

## Cantautrici(2)
- Florrie, cantautrice e batterista britannica (Bristol, n. 1988)
- Florence Welch, cantautrice, scrittrice e produttrice discografica britannica (Londra, n. 1986)

## Cestiste(2)
- Florence Lepron, ex cestista francese (Nantes, n. 1985)
- Florence Maire, ex cestista francese (Pontarlier, n. 1956)

## Compositrici(1)
- Florence Price, compositrice, pianista e organista statunitense (Little Rock, n. 1887 - Chicago, † 1953)

## Costumisti(1)
- Florence Emir, costumista francese (Parigi, n. 1960)

## Doppiatrici(1)
- Florence Gill, doppiatrice britannica (Londra, n. 1877 - Woodland Hills, † 1965)

## Editrici(1)
- Flo Steinberg, editrice statunitense (Boston, n. 1939 - New York City, † 2017)

## Egittologhe(1)
- Florence Maruéjol, egittologa francese

## Filantrope(1)
- Florence Trevelyan, filantropa e naturalista britannica (Newcastle upon Tyne, n. 1852 - Taormina, † 1907)

## First lady(1)
- Florence Harding, first lady statunitense (Marion, n. 1860 - Marion, † 1924)

## Fotografe(1)
- Florence Henri, fotografa, pittrice e compositrice (New York, n. 1893 - Compiègne, † 1982)

## Fumettiste(1)
- Florence Cestac, fumettista francese (Pont-Audemer, n. 1949)

## Funzionarie(1)
- Florence Parly, funzionaria, politica e dirigente d'azienda francese (Boulogne-Billancourt, n. 1963)

## Geologhe(1)
- Florence Bascom, geologa e docente statunitense (Williamstown, n. 1862 - Williamstown, † 1945)

## Giornaliste(2)
- Florence Aubenas, giornalista francese (Bruxelles, n. 1961)
- Florence Noiville, giornalista francese (Parigi, n. 1961)

## Golfiste(1)
- Florence Harvey, golfista e atleta canadese (Hamilton, n. 1878 - Ontario, † 1968)

## Illustratrici(1)
- Florence Scovel Shinn, illustratrice e scrittrice statunitense (Camden, n. 1871 - † 1940)

## Infermiere(2)
- Florence Nightingale, infermiera britannica (Firenze, n. 1820 - Londra, † 1910)
- Florence Wald, infermiera e attivista statunitense (New York, n. 1917 - Branford, † 2008)

## Magistrate(1)
- Florence E. Allen, giudice statunitense (Salt Lake City, n. 1884 - Mentor, † 1966)

## Martelliste(1)
- Florence Ezeh, ex martellista togolese (Lomé, n. 1977)

## Medici(1)
- Florence Rena Sabin, medico statunitense (Central City, n. 1871 - Denver, † 1953)

## Mezzofondiste(1)
- Florence Kiplagat, mezzofondista e maratoneta keniota (Keiyo, n. 1987)

## Militari(2)
- Florence Green, militare e supercentenaria britannica (Londra, n. 1901 - King's Lynn, † 2012)
- Florence MacCarthy, militare e nobile irlandese (n. 1560 - † 1640)

## Nobildonne(1)
- Priscilla Norman, nobildonna e attivista inglese (n. 1883 - Antibes, † 1964)

## Nuotatrici(2)
- Florence Chadwick, nuotatrice statunitense (San Diego, n. 1918 - San Diego, † 1995)
- Florence Tremblay, nuotatrice artistica canadese (Rimouski, n. 2004)

## Operaie(1)
- Florence Leona Christie Thompson, operaia statunitense (Tahlequah, n. 1903 - Modesto, † 1983)

## Pattinatrici artistiche su ghiaccio(1)
- Madge Syers, pattinatrice artistica su ghiaccio britannica (Londra, n. 1881 - Weybridge, † 1917)

## Pattinatrici di short track(1)
- Florence Brunelle, pattinatrice di short track canadese (Trois-Rivières, n. 2003)

## Poetesse(2)
- Florence Earle Coates, poetessa e scrittrice statunitense (Filadelfia, n. 1850 - Filadelfia, † 1927)
- Stevie Smith, poetessa e scrittrice inglese (Kingston upon Hull, n. 1902 - Londra, † 1971)

## Politiche(2)
- Florence Duperval Guillaume, politica e medico haitiana (Port-au-Prince, n. 1964)
- Florence Kelley, politica statunitense (Filadelfia, n. 1859 - † 1932)

## Psicologhe(1)
- Florence Goodenough, psicologa statunitense (Honesdale, n. 1886 - Lakeland, † 1959)

## Registe(1)
- Florence Miailhe, regista e animatrice francese (Parigi, n. 1956)

## Sciatrici alpine(3)
- Florence Masnada, ex sciatrice alpina francese (Grenoble, n. 1968)
- Florence Roujas, ex sciatrice alpina francese (n. 1982)
- Florence Steurer, ex sciatrice alpina francese (Lione, n. 1949)

## Scrittrici(5)
- Florence Delay, scrittrice e attrice francese (Parigi, n. 1941 - Parigi, † 2025)
- Florence Marryat, scrittrice e attrice teatrale inglese (Brighton, n. 1833 - Londra, † 1899)
- Florence Montgomery, scrittrice britannica (Londra, n. 1843 - Londra, † 1923)
- Flora Nwapa, scrittrice nigeriana (Oguta, n. 1931 - Enugu, † 1993)
- Florence Howe, scrittrice e storica statunitense (Brooklyn, n. 1929 - New York, † 2020)

## Soprani(2)
- Florence Austral, soprano australiano (Richmond, n. 1892 - Mayfield, † 1968)
- Florence Easton, soprano britannico (South Bank, n. 1882 - Montréal, † 1955)

## Supercentenarie(1)
- Florence Knapp, supercentenaria statunitense (Lansdale, n. 1873 - Montgomery Square, † 1988)

## Tenniste(1)
- Florence Guédy, ex tennista francese (n. 1954)

## Veliste(1)
- Florence Arthaud, velista, navigatore e scrittrice francese (Boulogne-Billancourt, n. 1957 - Villa Castelli, † 2015)

## Velociste(3)
- Jane Bell, velocista, ostacolista e giavellottista canadese (Toronto, n. 1910 - Fort Myers, † 1998)
- Florence Ekpo-Umoh, ex velocista nigeriana (Lagos, n. 1977)
- Florence Griffith-Joyner, velocista statunitense (Los Angeles, n. 1959 - Mission Viejo, † 1998)

## Senza attività specificata(5)
- Florence Balcombe, britannica (Newcastle, n. 1858 - Londra, † 1937)
- Florence Bell, biofisica e biochimica britannica (Londra, n. 1913 - Hereford, † 2000)
- Florence Clerc, ex ballerina francese (n. 1951)
- Florence Devouard, ingegnera francese (Versailles, n. 1968)
- Florence Knoll, architetta, designer e imprenditrice statunitense (Saginaw, n. 1917 - Coral Gables, † 2019)